# Pascaline Bongo Ondimba
Pascaline Mferri Bongo Ondimba (Franceville, 10 de abril de 1957) é uma política gabonesa. Sob o comando de seu pai, o presidente Omar Bongo,  foi Ministra das Relações Exteriores de 1992 a 1994 e Diretora do Gabinete do Presidente de 1994 a 2009.

## Histórico e carreira política
Nascida em Franceville, Gabão, em 1956, Pascaline Bongo é a filha mais velha de Omar Bongo e Louise Mouyabi Moukala.
Pascaline Bongo foi nomeada Conselheira Pessoal do Presidente da República em 1987 e entrou no governo como Ministra das Relações Exteriores em junho de 1991. O Presidente Bongo confiou o Ministério das Relações Exteriores a parentes próximos desde 1981. O antecessor imediato de Pascaline nesse cargo foi seu meio-irmão Ali Bongo, que era vários anos mais novo que Pascaline e foi considerado inelegível para um cargo ministerial por uma exigência constitucional de idade. No seu primeiro discurso às Nações Unidas, no final de 1991, ela elogiou a expulsão das forças iraquianas do Kuwait e expressou preocupação com a violência na África do Sul. Saudou as reformas na África do Sul, mas também salientou que eram necessárias novas medidas para eliminar totalmente o sistema de apartheid. Observando o colapso do socialismo nos países do Pacto de Varsóvia, afirmou que o mundo estava a testemunhar mudanças rápidas, mas enfatizou a visão do Gabão de que o abismo econômico entre os países desenvolvidos e os países em desenvolvimento - o "norte" e o "sul" globais - era o "verdadeiro problema".
Pascaline Bongo permaneceu Ministra das Relações Exteriores até março de 1994, quando o Presidente Bongo nomeou Jean Ping para substituí-la. Ele nomeou Pascaline como Diretora do Gabinete Presidencial na época.
Após a morte de seu pai em junho de 2009, seu meio-irmão Ali foi eleito presidente; imediatamente após assumir o cargo, Ali transferiu Pascaline do seu cargo de Diretora do Gabinete Presidencial para o cargo de Alto Representante Pessoal do Chefe de Estado em 17 de outubro de 2009. Nos anos que se seguiram, Pascaline e Ali teriam tido um relacionamento contencioso.

## Vida pessoal
Pascaline Bongo namorou o cantor Bob Marley em 1980-1981 e falou sobre o relacionamento no documentário Marley (2012).
Pascaline Bongo teve um relacionamento com Jean Ping durante o final dos anos 1980 e início dos anos 1990; os dois tiveram dois filhos. No entanto, Ping já era casado e não estava disposto a se divorciar de sua esposa. Finalmente, em 1995, Bongo casou-se com Paul Toungui, um membro proeminente do governo.